# سیارک ۵۳۴۹
سیارک ۵۳۴۹ (به انگلیسی: 5349 Paulharris، نامگذاری:1988RA) پنج هزار و سیصد و چهل و نهمین سیارک کشف شده‌است که در ۷ سپتامبر ۱۹۸۸ کشف شد.
قدر مطلق سیارک برابر ۱۲٫۷۰ است.